# Retrato del mercader Gisze
El Retrato del mercader Gisze es una pintura de Hans Holbein el Joven, actualmente en la Gemäldegalerie de Berlín, Alemania. Se trata de un óleo sobre madera con unas dimensiones de 96 centímetros de alto y 86 de ancho. Fue ejecutada en el año 1532. Es una de las obras maestras del autor y también del Renacimiento al Norte de los Alpes; es una de las obras más extraordinarias de todo el retrato alemán.
La persona retratada es el mercader alemán Georg Gisze (1497-1562), uno de los Giese, familia oriunda de Colonia que se trasladó en 1497 a Danzig (Gdansk). Pertenecía a la Liga hanseática. Desde el año 1522 trabajaba en el Stalhof, puesto de la Liga en Londres.
Es probable que la obra fuera un encargo del propio Gisze. Lleva una compleja vestimente y está rodeado de una serie de artículos alegóricos (cartas, libros, sello, flores, caja del dinero). Holbein demuestra sus habilidades pictóricas de manera impresionante al representar las diferentes materias: el cristal transparente del jarrón, las plantas, la calidad táctil de las ropas, la alfombra.
La pintura tiene una composición muy estudiada, con la mesa oblicua al espacio y la figura ligeramente vuelta al interior del cuadro, donde se amontonan una serie de objetos de manera aparentemente al azar.
El clavel que aparece en la pintura se toma como símbolo del compromiso matrimonial, en la pintura de la época.
La identificación de Gisze es segura, pues viene en una inscripción latina en la parte superior, sobre la cabeza del retratado. Además, en la parte izquierda se encuentra esta  frase latina "nulla sine merore voluptas", atribuida al propio Gisze, y que  viene a traducirse como "no hay placer sin sufrimiento". Probablemente haciendo referencia al duro trabajo del mercader en la Edad Moderna, pues aunque estaban muy bien estimados social y económicamente, el llegar a esta consecución conllevaba una ardua labor.
Por otra parte, también puede leerse la carta que tiene en la mano: «engelant the Erszamen/Jorgen gisze ton lunden/in mynem/broder tons handen». El mercader mira fríamente al espectador.
Tipológicamente, Holbein asume dos tradiciones. Por un lado las representaciones italianas de san Jerónimo en su gabinete equipado con libros y otros atributos. Por otro lado, continúa las tradiciones de la pintura flamenca, pudiendo pensarse especialmente en Quentin Massys y su Retrato del cambista y su mujer (1514, Museo del Louvre, París). Los objetos forman un auténtico bodegón, inspirado por la pintura alemana del siglo XV y la holandesa (Jan van Eyck o Hugo van der Goes) aunque sin su cálida luminosidad.
Hay en este cuadro la monumentalidad del colorido italiano con el realismo en los detalles de la escuela flamenca